# 南开小学
南开小学一般指南开学校小学部，1928年由教育家张伯苓创办。
1926年，陶行知在南开学校二十二周年校庆纪念日参观后，致信张伯苓，建议创办小学。1928年8月，南开学校小学部成立，暂用女中部六德里旧校舍（位于今南开区田家炳中学）。聘请美国哥伦比亚大学毕业生阮芝仪博士为教学导师，从事“设计教学法”的实验。
1937年校舍被日军炸毁，学校被迫停办。1945年，南开学校复校，由于经费原因，小学部没有恢复。
1957年，天津市南开区建立马场道小学，1992年5月9日，南开区政府采纳区政协委员提案，将天津市南开区马场道小学更名为天津市南开区南开小学，2003年5月8日，原天津市南开区白堤路小学合并为天津市南开区南开小学。但与上述历史上的南开小学并无关联。